# The Queensbury Hotel
El Queensbury Hotel, en Glens Falls, Nueva York, es un hotel histórico construido en 1926.
Presentaba arquitectura de renacimiento colonial en su exterior, caoba en su estilo interior y puertas de habitaciones, y tenía más de 200 habitaciones. En 2021, después de las renovaciones incluidas en 2019, cuenta con 125 habitaciones y suites, así como el Queen's Ballroom y otros espacios y servicios para eventos. Incluye un bar/restaurante "exclusivo", Fenimore's Pub. Junto con la ciudad de Queensbury que rodea Glens Falls, probablemente recibió su nombre de la reina Charlotte.

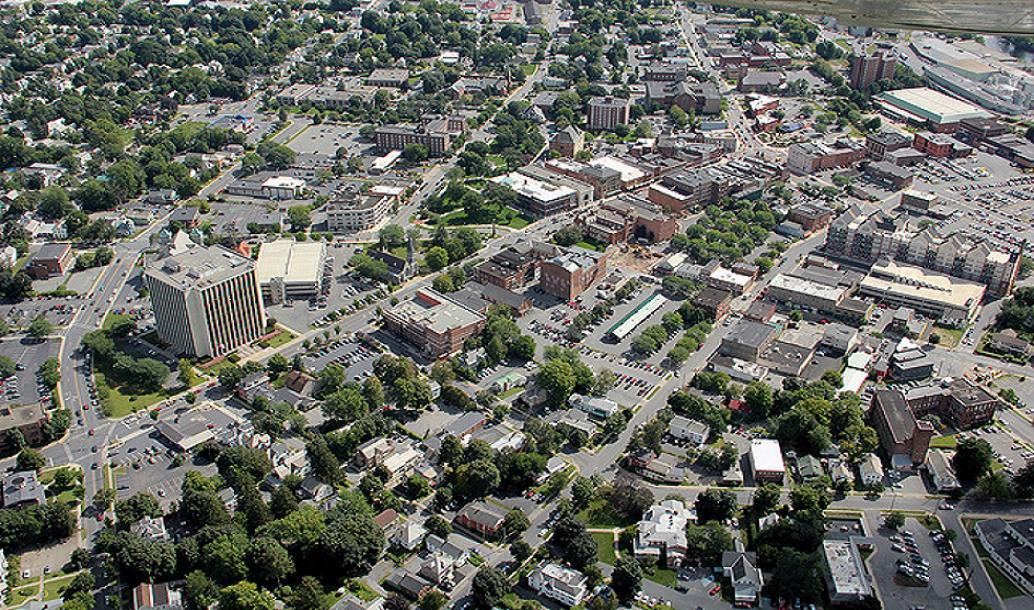
Hotel en el centro de Glens Falls en 2008, en el lado derecho de City Park en la parte superior central de la foto

Fue durante mucho tiempo parte del tejido de Glens Falls, estando ubicado en el centro de la ciudad, en Ridge Street (Ruta 9L del estado de Nueva York). Se enfrenta a través de City Park al histórico edificio del Ayuntamiento. El Paramount Theatre, una vez uno de los tres cines en Glens Falls, anteriormente al otro lado de Ridge Street desde el hotel, estuvo abierto desde la década de 1930 hasta la de 1970, y finalmente fue demolido en 1979.

## Historia
Para 1916, se convirtió en un objetivo de los impulsores locales (empresarios, la Cámara de Comercio y funcionarios de la ciudad) construir un hotel. Serviría a los turistas que van y vienen de Adirondacks, ya los empresarios no locales, y serviría como un centro comunitario. El 6 de marzo de 1924, en Glens Falls Insurance Co., 100 hombres de negocios se reunieron y votaron unánimemente para organizar una Glens Falls Hotel Corporation y construir un hotel moderno de 600,000 dólares. Tanto Glens Falls Insurance Company como Finch, Pruyn and Company suscribieron acciones por un valor de 50,000 dólares. Los esfuerzos entusiastas llevaron a $ 440,000, equivalentes a alrededor de 6,6 millones de dólares en 2019, que se recaudaron en solo ocho días. La construcción comenzó más tarde ese año.
Desde entonces, una serie de renovaciones han agregado habitaciones y salas de reuniones y más.
Desde 2009 a 2014, el negocio del hotel se vio impulsado por la actividad de los Adirondack Phantoms de Glens Falls, un equipo de la liga estadounidense de hockey que jugó en el Centro Cívico de Glens Falls . En 2010 recibió a Jerry D'Amigo y compañeros de equipo de los Toronto Maple Leafs, que estaban en la ciudad para jugar contra los Phantoms.
Fue comprado en marzo de 2016 por el autoproclamado "empresario de la región de Adirondack" Ed Moore.
Se convirtió en miembro del programa Historic Hotels of America del National Trust for Historic Preservation en 2017.
En 2018 fue inscrita en el Registro Nacional de Lugares Históricos, con el número de referencia 100002924. 

En 2020 fue la sede de la noche electoral de la representante estadounidense Elise Stefanik, quien pronunció un discurso de victoria el 3 de noviembre.
El 2021 fue difícil para la industria turística de la región del lago George, incluido este hotel, contratar después de Covid, tanto para empleados temporales como permanentes. En abril, el gerente del Hotel Queensbury y del Fairfield Inn & Suites informó que había 60 puestos vacantes entre los dos hoteles.